# 民族共産主義
民族共産主義（みんぞくきょうさんしゅぎ、National Communism）は共産主義・社会主義から派生した思想・政治理論の一つ。国家共産主義とも呼称される。民族主義という文化的思想と階級闘争という経済的概念を対立する運動としてではなく、同時に解決できるものとして捉えた。民族という概念は世界革命の障害として解消されるべきと考えた国際主義（国際共産主義）の支持者からは必然的に敵視され、この用語も彼らによって批判的文脈で使用された。

## 概要
政治的用語としてはロシア革命を主導した政治家ウラジーミル・レーニンが、1917年10月に自身が率いるソビエト連邦政府内の政治派閥（ボリシェヴィキ、多数派）による体制を確立する過程で発表した政治論文での使用が最初となる。レーニンは革命以前にロシア帝国内の少数民族を支持母体として発生した「民族主義と共産主義・社会主義の合同」という潮流を民族共産主義（Национал-коммунизм）という用語で定義した。具体的にはウクライナ地方における革命運動、及びロシア正教会に対するイスラム教徒（ロシアにおけるイスラーム）の居住区で展開されていた革命運動についてこうした傾向が存在していたという。ウクライナ人とムスリムによる民族共産主義は少なくとも1928年まで継続した。両者の民族共産主義は異なる点を持つという事から、更に二つの派閥に分けて考える事が出来る。
イスラム系住民による民族共産主義は世界革命を否定しなかったが、同時にその中心はロシアの属するヨーロッパではなく中東を含むアジアを起点と考えていた。また民族主義を支持するブルジョワジー（民族ブルジョアジー）との連帯も必要であり、従って階級闘争はある程度の妥協が必要であると主張した。イスラム系諸民族の民族共産主義は既存の概念で言えば、共産主義・民族主義・無政府主義の合同であった。彼らの運動は後にヨシフ・スターリンが組織した少数民族委員会を通じてソビエト連邦共産党の一部に統合された。
ウクライナでは帝政時代に支配民族であったロシア人への対抗心を重視し、ボリシェヴィキによるソビエト連邦政府も共産主義を通したロシア帝国の再来に過ぎないと否定する言説がヴァシリ・シャフライらを中心に存在した。
レフ・トロツキーは修正マルクス主義を基点とするファシズム、その派生であるナチズムを否定する際に民族共産主義という用語を使用している。またトロツキーは世界革命は肯定しつつも国際主義からは距離を置いて一国社会主義を唱え、更には社会ファシズム論を提唱したスターリンを批判する際に民族共産主義というフレーズを用いている。
ワイマール期のドイツにおいてはドイツ共産党のフリッツ・ヴォルフハイムとハインリヒ・ラウフェンベルク(Heinrich Laufenberg (Politiker))を中心としたハンブルク支部が、民族共産主義(Nationalkommunismus)を唱え、独墺併合の「大ドイツ・レーテ」案を出し、党本部と対立し支部もろとも除名されている。
後に「ドイツ共産主義労働者党(Kommunistische Arbeiterpartei Deutschlands)(KAPD)」というナチスに似たような組織名を名乗り、ルール工業地帯ではドイツ共産党と根強く抗争を展開した。
現在でも国家主義や民族主義と社会主義・共産主義の反資本主義運動の両立を唱える勢力を民族共産主義と表現する場合があるが（一例としてはロシアにおける民族ボルシェヴィズムが挙げられる）、必ずしも思想的な連続性がある訳ではない。

## 資料
- Bennigsen,A., Muslim national communism in the Soviet Union : a revolutionary strategy for the colonial world (1979).
- Mace, J., Communism and the dilemmas of national liberation : national communism in Soviet Ukraine, 1918-1933 (1983).